# Maladie de Paget du sein
 Mise en garde médicale
La maladie de Paget du sein ou maladie de Paget du mamelon est une forme particulière de cancer du sein décrite par Sir James Paget en 1874. Elle est caractérisée par une ulcération du mamelon associé à un carcinome mammaire sous-jacent. Celui-ci peut être de type carcinome canalaire infiltrant ou carcinome canalaire in situ.

## Anatomo-pathologie
Le stade TNM d'une maladie de Paget dépend de la nature de la lésion sous-jacente. En l'absence de lésion sous-jacente la tumeur est classée Tis.

## Traitement
Un traitement chirurgical conservateur est possible si la taille de la tumeur sous jacente le permet.
De même l'indication de chimiothérapie sera déterminé par les caractéristiques de la tumeur sous jacente.